# 紅色熱情
《紅色熱情》（赤い情熱）是SUPER☆GiRLS的第6張單曲。2012年10月24日由iDOL Street发售。

## 概要
- 《紅色熱情》是成員稼農楓的畢業單曲。
- 《紅色熱情》是伊藤洋華堂的電視廣告歌曲。
- 此單曲有5個版本，分別有「CD+DVD」、「CD ONLY（Type A）」、「CD ONLY（Type B）」、「Event / mu-mo shop盤」和「mu-mo shop限定盤」。「CD+DVD」收錄了《紅色熱情》的PV。
- 「CD ONLY（Type A）」收錄了單曲《女子力←天堂》的全新版本《女子力←天堂（Switch Vocal ver.）》；「Event / mu-mo shop盤」收錄了短劇《SUPER☆GiRLS　超絶学園 School Day Collection 汗與涙の體育祭!》；「mu-mo shop限定盤」收錄了片段《去吧 畫家亞美!》
- 在11月5日於公信榜單曲週排行榜取得第2位。
- 此單曲於10月23日於公信榜單曲日榜取得第1名。

## 收錄曲

### CD+DVD
CD
1. 紅色熱情
（作詞：Mio Aoyama、作曲：夏海、編曲：鈴木Daichi秀行）
2. 幸福仙境（シアワセワンダーランド）
（作詞：BOUNCEBACK、作曲：松田純一、編曲：清水武仁）

DVD
1. 紅色熱情（MUSIC VIDEO）
2. 紅色熱情（MUSIC VIDEO -Dance Only ver.-）

### CD ONLY（Type A）
1. 紅色熱情
2. 幸福仙境
3. 女子力←天堂（Switch Vocal ver.）（女子力←パラダイス（Switch Vocal ver.））
（作詞：BOUNCEBACK、作曲：松田純一、編曲：鈴木Daichi秀行）

### CD ONLY（Type B）
1. 紅色熱情
2. 幸福仙境
3. 紅色熱情（Instrumental）
4. 幸福仙境（Instrumental）

### Event / mu-mo shop盤
1. 紅色熱情
2. 幸福仙境
3. SUPER☆GiRLS　超絶学園 School Day Collection 汗與涙の體育祭!（SUPER☆GiRLS　超絶学園 スクールデイズコレクション 汗と涙の体育祭！）

### mu-mo shop限定盤
1. 紅色熱情
2. 幸福仙境
3. 去吧 畫家亞美!（あみた画伯が行く!）

## 外部連結
- SUPER☆GiRLS Official Site ディスコグラフィー
- YouTube上的SUPER☆GiRLS / 赤い情熱
- YouTube上的SUPER☆GiRLS / 赤い情熱（Promotion ver）